# Mischa Furrer
Mischa Furrer (* 21. Juni 2000) ist ein ehemaliger Schweizer Unihockeyspieler, welcher beim Nationalliga-A-Verein Ad Astra Sarnen unter Vertrag stand.

## Karriere
Furrer debütierte 2018 in der ersten Mannschaft von Ad Astra Sarnen in der Nationalliga B. In folgenden zwei Jahren spielte er lediglich in acht Partien für die Obwaldner, bevor er 2021 seinen Rücktritt bekannt gab.